# Citânia da Longa
A Citânia de Longa, também denominada de Castelo de Longa ou Castelo dos Mouros, no século XVIII, situa-se no cume do monte do Muro, na freguesia de Longa, no município de Tabuaço.
Datando presumivelmente da Idade do Bronze, encontra-se classificada como Imóvel de Interesse Público pelo Decreto n.º 26-A/92, de 1 de Junho de 1992.